# Sara Moualfi
Sara Moualfi, née le 19 mai 1997, est une nageuse algérienne.

## Carrière
Elle est médaillée d'or du 5 kilomètres en eau libre aux Jeux africains de plage de 2019 à Sal, devant la Tunisienne Alya Gara et la Marocaine Ayat Allah Elanouar.